# La feccia

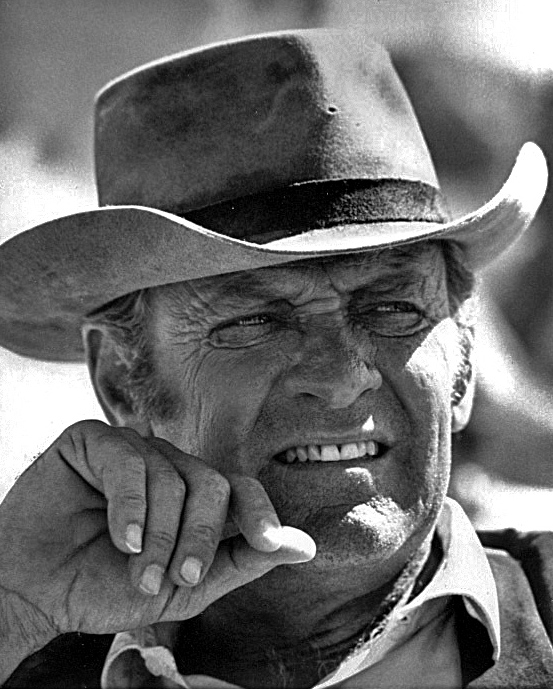
William Holden in un ritratto fotografico per il film (1972)

La feccia (The Revengers) è un film statunitense e messicano del 1972 diretto da Daniel Mann.
È un film western con William Holden, Ernest Borgnine, Woody Strode e Susan Hayward.

## Trama
Dopo la fine della Guerra Civile, John Benedict, eroe decorato, torna al suo ranch in Colorado, dove lo attendono la moglie e i suoi quattro figli. Ad accompagnarlo c’è il fidato Free State. John viene accolto con entusiasmo dalla comunità locale e dal tenente che gli propone di mandare suo figlio Morgan a West Point. Il giovane accetta l'offerta, e la vita della famiglia sembra procedere serenamente. Il giorno seguente, mentre John è impegnato nella caccia al leone di montagna, un gruppo di Comanche attacca il ranch. Tornato al ranch, John scopre con orrore che la sua famiglia è stata brutalmente assassinata e che Free State è rimasto mortalmente ferito. Sul punto di spirare, Free State rivela a John un'informazione sconvolgente: il capo dei Comanche era in realtà un uomo bianco, suggerendo che l'attacco nasconde ben altri segreti. Spinto dal desiderio di vendetta, John si unisce a una spedizione contro i Comancheros, un gruppo di fuorilegge, e si dirige verso il Texas, affidando allo sceriffo Whitcomb  l'incarico di vendere il bestiame e di inviargli il denaro necessario. Ben presto John decide di proseguire la caccia da solo e, giunto in Messico, si reca in una prigione dove recluta un gruppo di criminali: Hoop, ex Comanchero; Job, schiavo fuggitivo; Chamaco, giovane pistolero; Cholo, bandito redento; Quiberon, incallito seduttore, e Zweig, un tedesco dalla forza notevole. Nonostante un iniziale tradimento da parte della maggior parte, i membri ritornano e decidono di unirsi alla missione, convinti dalla causa di John e insieme rintracciano il bandito Tarp, il pericoloso capo dei Comancheros, ritenuto responsabile dell'attacco. Da qui inizia una lunga odissea nel selvaggio West, durante la quale John affronta non solo nemici esterni, ma anche conflitti interiori, rafforzando il legame con i suoi compagni e confrontandosi con il proprio lato oscuro. Lungo il tragitto,  John viene ferito da Chamaco e curato da Elizabeth Reilly, che gli offre una nuova vita ma il desiderio di vendetta lo spinge a riprendere la caccia. Infine, John scopre che Tarp è stato catturato dall'esercito e, con la sua banda, si dirige verso il forte dove l’uomo è detenuto. Lungo il cammino, il gruppo si troverà coinvolto in un violento scontro con i Comanche, mettendo alla prova la lealtà e la determinazione di ciascuno di loro.

## Produzione
Il film, diretto da Daniel Mann su una sceneggiatura di Wendell Mayes con il soggetto di Steven W. Carabatsos, fu prodotto da Martin Rackin per la Cinema Center Films e la Estudios Churubusco Azteca e girato in Messico. 
È l'ultimo film interpretato da Susan Hayward.

## Distribuzione
Il film fu distribuito negli Stati Uniti da 21 giugno 1972 dalla National General Pictures.
Alcune delle uscite internazionali sono state:
- in Norvegia il 1972
- in Finlandia l'11 agosto 1972 (Kuolema comancherolle)
- in Austria nel settembre del 1972 (Revengers)
- in Svezia il 4 settembre 1972 (De vilda 7)
- in Germania Ovest l'8 settembre 1972 (Revengers)
- in Uruguay il 1º gennaio 1973 (El apóstol de la venganza)
- in Danimarca il 3 gennaio 1973 (Bisse-banden)
- in Messico il 19 aprile 1973 (Los vengadores)
- in Spagna il 24 giugno 1974 (Los vengadores)
- in Turchia (Intikamcilar)
- in Francia (La poursuite sauvage)
- in Polonia (Msciciele)
- in Grecia (Oi 7 ekdikites)
- in Iugoslavia (Osvetnici Kolorada)
- in Italia (La feccia)

## Promozione
La tagline del film era: "He bought six men out of hell and they brought it with them.".

## Critica
Secondo il Morandini
il film "è un mediocre western che arieggia malamente Il mucchio selvaggio (e Quella sporca dozzina)".